# 不要不急線
不要不急線（日语：／ fuyō fukyū sen */?）是日本的專有鐵路名稱，所指的是於第二次世界大戰中期至後期，日軍為確保有足夠的金屬原料去製造武器，於是下令要求將部份鐵道路線停駛（公營民營均有），以便將金屬路軌部份撤去以用作軍事之用。
名義上，不要不急線是稱為「休止」狀態，但由於確實是徵用及拆走了路軌，實際上和廢線並無分別。因此，戰後很多不要不急線都因為無法再運作而被正式被廢線；即使是能復運的，後來都因赤字83線及特定地方交通線的原因而遭廢線。能保留至今仍運作中的不要不急線並不多，通常都是在戰時由複線改為單線路段，及後再回復至複線路段的鐵路幹線，而且日本國鐵的復駛路線也較私鐵為多；然而台灣的不要不急線則是在戰後全部復駛。另外纜索鐵路的復運率亦相對較高。

## 條件
凡符合下列其中一項條件，便會被選定為不要不急線：
1. 載客量少，撤去亦對軍事運輸上不會帶來重大影響；
2. 以觀光為主的路線，軍事重要性較低；
3. 該路線有其他並行鐵路／道路替代；
4. 設備過剩，在運力上無需複線。

## 被選定的路線

### 圖例
- ○：戰後恢復，現時仍營運中
- ▲：實際上已廢線
- △：戰後有恢復，但已二度廢線
- □：原來為複線路段，被改為單線路段

### 日本國有鐵道

#### 日本本土
- ▲有馬線：三田－有馬 (12.2km)，1943年7月1日休止（類型2・3）
- △牟岐線（貨物支線）：羽之浦－古庄 (1.2km)，1943年7月1日休止（類型1）
- ▲田川線（貨物支線）：西添田－庄 (1.0km)，1943年7月1日休止（類型1）
- △川俁線：松川－岩代川俣 (12.2km)，1943年9月1日休止（類型1）
- △宮原線：恵良－宝泉寺 (7.3km)，1943年9月1日休止（類型1）
- ○信樂線：貴生川－信樂 (14.8km)，1943年10月1日休止（類型1）
- 札沼線：

△石狩月形－石狩追分 (45.9km)，1943年10月1日休止（類型3）
○石狩當別－石狩月形 (20.4km)，1944年7月21日休止（類型3）
- 現在只剩下石狩當別－北海道醫療大學間，北海道醫療大學－石狩月形間於2020年4月17日起再次廢線

△石狩追分－石狩沼田 (19.2km)，1944年7月21日休止（類型3）
- △鍛冶屋原線：板西－鍛冶屋原 (6.9km)，1943年11月1日休止（類型1）
- ▲富内線 沼之端－豊城 (24.1km)，1943年11月1日休止（類型3）
- □御殿場線：國府津－沼津 (60.2km)，1944年7月11日單線化（類型4），現時仍然為全線單線。
- 参宮線：

□阿漕－高茶屋 (4.1km)，1944年8月單線化（類型4）
□松阪－德和 (3.0km)，1944年8月單線化（類型4）
- 阿漕－高茶屋及松阪－德和，現時屬紀勢本線，全部仍為單線區域。

□相可口－宮川 (11.0km)，1944年8月單線化（類型4）
□山田上口－山田 (1.8km)，1944年8月單線化（類型4）
- 全部現時仍為單線區域。

- □關西本線：奈良－王寺 (15.4km)，1944年8月單線化（類型4）1961年再複線化
- △中央本線（下河原線）：國分寺－東京競馬場前 (5.6km)，1944年10月1日休止（類型2）

- 實際休止路段為：富士見臨時信號場（現：北府中站）－東京競馬場前。

- ▲橋場線：雫石－橋場 (7.7km)，1944年10月1日休止（類型1）

- 部份路段為現時田澤湖線一部份。

- △三國線 金津－三國港 (9.8km)，1944年10月11日休止（類型1・2）

- 復線後改由京福電氣鐵道接手，國鐵實際上等同廢線。

- 五日市線：

▲立川－南拜島－拜島 (8.1km)，1944年10月11日休止（類型3）
- 往立川方向，一部份位於立川站站內的青梅短絡線則仍然存在。

▲南拜島－拜島多摩川（貨物支線）(3.0km)，1944年10月11日休止（類型3）
- △魚沼線 來迎寺－西小千谷 (13.1km)，1944年10月16日休止（類型3）
- △彌彦線：東三條－越後長澤 (7.9km)，1944年10月16日休止（類型1）
- △興濱北線：濱頓別－北見枝幸 (30.4km)，1944年11月1日休止（類型1）
- △興濱南線：興部－雄武 (19.9km)，1944年11月1日休止（類型1）
- △妻線：妻－杉安 (5.8km)，1944年11月15日休止（類型1）
- ▲白棚線：白河－磐城棚倉 (23.3km)，1944年12月11日休止（類型1）
- ○久留里線：久留里－上總龜山 (9.6km)，1944年12月16日休止（類型1）

#### 台灣
- ○屏東線：林邊－枋寮 (11.2km)，1943年停駛（類型1），二戰後恢復行駛至今。
- △新北投線：北投—新北投（1.2km），1945年停駛。戰後一度恢復，1988年因淡水線 (臺鐵)改建捷運再次停駛（類型2）

#### 朝鮮
- 朝鮮總督府鐵道
  - ▲安城線 安城 - 長湖院 (41.8Km)：1944年12月1日停駛（類型1）
  - ▲慶北線 店村 - 安東：1944年9月30日停駛（類型1）
    - 大韓民國成立後，店村 - 榮州間於1966年復駛。

  - ▲光州線 光州 - 潭陽 (21.5Km)：1944年10月31日停駛（類型1）
- ▲金剛山電氣鐵道（私鐵） 昌道 - 内金剛 (49.0Km)：1944年10月1日停駛（類型2）

### 民營鐵道
- ▲成田鐵道多古線：成田－八日市場

## 另見
- 戰時收購私鐵